# Tyrone Brown
Tyrone Brown (Philadelphia, 1 februari 1940) is een Amerikaanse jazzbassist en componist.

## Biografie
Brown studeerde orkestratie en moderne harmonieleer aan de Berklee School of Music in Boston en was leerling van Michael Shahan van het Philadelphia Orchestra. Hij nam ongeveer 125 albums op als sideman, onder andere met Max Roach, Odean Pope, Grover Washington jr., Pat Martino, Bobby Zankel, Rachelle Ferrell, Cecil Bridgewater en Dave Burrell. 
Met een studiebeurs van het National Endowment for the Arts produceerde hij in 1983 een video over de opvoering van een eigen originele compositie. In 1993 en 1994 kreeg hij de lezersprijs van het Jazz Philadelphia Magazine als beste bassist van het jaar.
In 1996 gaf hij een soloconcert tijdens het 25e Moers Festival. In 1999 voerde hij met het Philadelphia Orchestra onder André Raphael Smith Duke en Mercer Ellingtons Suite For The Three Black Kings op. Sinds 2002 werkte hij samen met de choreografe Germaine Ingram bij meerdere dans- en muziekprojecten.
Brown leidt ook het Tyrone Brown String Sextet, waarmee hij toert en twee albums opnam (Song of the Sun en Emerald Valley). In opdracht van de University of Rochester ontstond de Suite for John A. Williams, die hij in 2005 componeerde en opnam op cd. Bovendien gaf Brown masterclasses in Barcelona en Jeruzalem en improvisatiesymposions aan de Brigham Young University, de Illinois State University en de Temple University.

## Discografie
- 1997: Out of the Box
- 1999: Song of the Sun met John Blake, Nina Cottman, William Wilson, Melissa Ortega
- 2005: Suite for John A. Williams met Nina Cottman, Ronald Lipscomb, Adam Williams, Bobby Zankel
- 2005: Between Midnight and Dawn met John Blake, Nina Cottman, Bill Jones, Ronald Lipscomb, Jimmy Miller, Duke Wilson
- 2005: Emerald Valley
- 2008: Moon of the Falling Leaves, met Randy Sutin, John Blake, Melissa Locati, Beth Dwzil, Michael Ireland, Ron Lipscomb, Craig McIver, Jim Miller, William 'Duke' Wilson, Daoud Shaw, Pheralyn Dove

- Bibliothèque nationale de France: cb13977812g (data)
- Gemeinsame Normdatei: 134338073
- International Standard Name Identifier: 0000 0000 5517 0518
- Library of Congress Control Number: n95002778
- MusicBrainz: bcbfcf58-30ce-4276-9204-43dfa71881d6
- Nationale Bibliotheek van Tsjechië: xx0143213
- Nationale Bibliotheek van Israël: 987007437850405171
- Système universitaire de documentation: 156626306
- Virtual International Authority File: 32191866
- WorldCat: E39PBJdgXT7yBrH8gkqb7TjjYP